# Bruce Vilanch
Bruce Gerald Vilanch (New York, 23 novembre 1948) è uno sceneggiatore, compositore e attore statunitense.
Sei volte vincitore dell'Emmy Award, Vilanch è noto al pubblico per il suo periodo di quattro anni in Hollywood Square, dove partecipava come celebrità; dietro le quinte era capo sceneggiatore dello spettacolo. Dal 2000 al 2014 Vilanch è stato a capo degli sceneggiatori per gli Academy Awards, dopo essere stato per i 10 anni precedenti coautore del programma degli stessi Oscar. È anche lo sceneggiatore di Tonys, Grammys ed Emmys.